# Michael Stück

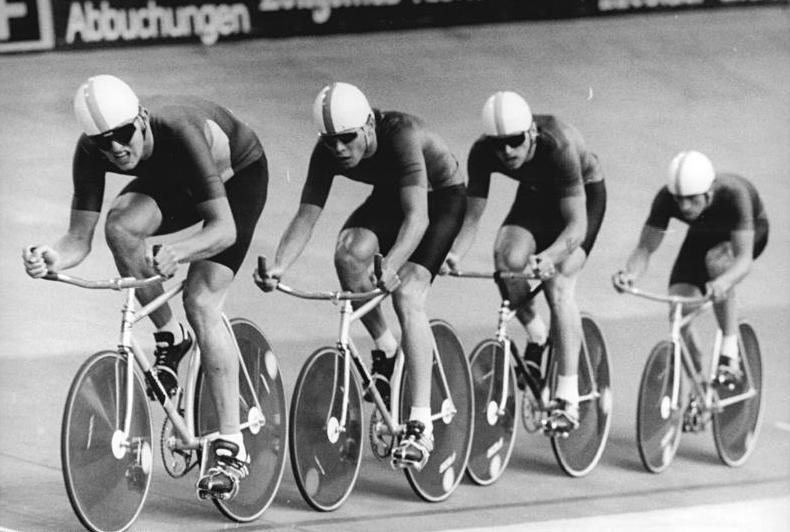
Michael Stück (zweiter von links) im Jahr 1989

Michael Stück (* 21. Dezember 1964) ist ein ehemaliger deutscher Radsportler und DDR-Meister im Radsport.

## Sportliche Laufbahn
Stück, der für den SC Turbine Erfurt startete, wurde 1985, 1989 und 1990 DDR-Meister in der Mannschaftsverfolgung. In dieser Disziplin konnte er 1984 und 1986 auch noch Vize-Meister werden. Er fuhr sowohl Straßenrennen als auch auf der Bahn. Seinen ersten Einsatz für die Nationalmannschaft der DDR hatte er 1986 in Frankreich beim Rennen Circuit des Ardennes, das er auf Rang zwei der Gesamtwertung beendete. Von den Rennen des DDR-Straßenradsportkalenders konnte er 1989 Berlin–Angermünde–Berlin gewinnen. Bei seinen Starts in der DDR-Rundfahrt konnte er keine vorderen Platzierungen belegen, Platz 39 1989 war sein bestes Resultat. Mit seinem Standardpartner im Zweier-Mannschaftsfahren Jörg Windorf siegte er 1985 in der Werner-Seelenbinder-Halle in Berlin bei dem traditionsreichen Rennen über 1001 Runde. 1988 waren beide Fahrer auch beim Sechstagerennen (6 Tage um den Preis der Jungen Welt) an gleicher Stelle erfolgreich. Im Sommer 1988 wurde er Vize-Meister in der Einerverfolgung hinter Bernd Dittert, 1990 belegte er den dritten Platz.